# Brody (województwo kujawsko-pomorskie)
Brody – kolonia w Polsce, położona w województwie kujawsko-pomorskim, w powiecie tucholskim, w gminie Tuchola. Przez miejscowość przebiega droga wojewódzka nr 237.
W XVIII wieku posiedzicielami (posiadaczami) królewskiego pustkowia Brody była szlachecka rodzina Malechińskich, pochodząca z Malechina (obecnie Malachin), w parafii Czersk (zobacz akta metrykalne parafii Czersk oraz Śliwice). W latach 1975–1998 miejscowość administracyjnie należała do województwa bydgoskiego. Obecnie miejscowość jest częścią składową sołectwa Legbąd. Według Narodowego Spisu Powszechnego (III 2011 r.) liczyła 136 mieszkańców. Jest trzynastą co do wielkości miejscowością gminy Tuchola.